# Fiat 640

Le Fiat 640 est un camion de moyen tonnage destiné à des usages multiples, fabriqué par le constructeur italien Fiat V.I. à partir de 1948.
Présenté au lendemain de la Seconde Guerre mondiale, ce camion était destiné à remplacer l'ancien Fiat 626 en attendant la sortie du futur porteur Fiat 642 qui était en cours d'étude.
Le Fiat 640N reprend la même structure de châssis robuste de son aîné, le Fiat 626, mais bénéficie du nouveau moteur Fiat 364 de 6 litres de cylindrée. Il dispose de la cabine avancée Fiat d'avant guerre modifiée. Ses grandes qualités - robustesse et fiabilité - en feront un camion très apprécié dans sa catégorie. Il restera en production pendant 4 ans.
Le Fiat 640N sera décliné en 1 seule jusqu'en 1951 date à laquelle il sera remplacé par le Fiat 642 :
| Modèle                                           | Années de production | Type moteur | Cylindrée cm3 | Puissance ch DIN  | PTC en tonnes            |
| ------------------------------------------------ | -------------------- | ----------- | ------------- | ----------------- | ------------------------ |
| Fiat 640N - 4x2 Camion, châssis cabine - plateau | 1948 - 1951          | Fiat 364    | 6 032         | 72 à 2 200 tr/min | 8,7 / 15,2 avec remorque |

Un grand nombre de Fiat 640N a été recyclé pour être équipé de bennes à ordures pour les services d'enlèvement des ordures ménagères des villes de Florence et de Rome, à partir de 1955, avec l'adjonction d'un 3e essieu.

## L'autobus Fiat 640 RN
De 1950 à 1953, Fiat fabriqua un autobus de 32 places sur châssis de 640 surbaissé, baptisé Fiat 640 RN. Comme son prédécesseur le "626 RNL", il avait un empattement porté à 4150 mm et une garde au sol de 230 mm. Le châssis allongé était rigidifié à l'arrière par deux traverses et débarrassé des deux crochets d'attelage. Au droit de l'essieu arrière, les longerons étaient courbés pour abaisser au maximum le plancher de l'autobus. La suspension arrière ne comportait plus de ressorts compensateurs, qui étaient remplacés par des amortisseurs hydrauliques identiques à ceux montés à l'avant. La carrosserie, dessinée par Fiat était construite par Aeronautica d'Italia et Viberti, comportait des lignes particulièrement aérodynamiques. L'accès se faisait par deux portes. Ce modèle sera un des derniers de la longue lignée d'autobus et autocars Fiat à utiliser un châssis dérivé de celui d'un camion. À partir de 1955, avec le lancement du Fiat 306, Fiat créera des châssis spécifiques pour les autobus et placera le moteur en position centrale à plat.
Fiat a fourni également la version châssis motorisé nu aux carrossiers spécialisés pour l'équipement en autocars et autobus spécifiques, comme cela était de coutume à l'époque. Le Fiat 640 RN fut remplacé en 1952 par le Fiat 642RN.